# عنقد
العَنْقَد (الاسم العلمي: Beryx)، جنس من فصيلة العنقديات الموجودة في مياه المحيط العميقة. عُثِر على نوعين من أعضائها، B. decadactylus و B. splendens ، في جميع أنحاء العالم تقريبًا ولهما بعض الأهمية التجارية.

## الأنواع
يوجد حاليا ثلاثة أنواع معترف بها في هذا الجنس:
- Beryx decadactylus جورج كوفييه, 1829 (Alfonsino)
- Beryx mollis T. Abe  [لغات أخرى]‏, 1959
- Beryx splendens ريتشارد لوي, 1834 (Splendid alfonsino)